# Stanley (hrabstwo Clark)
Stanley – miasto w Stanach Zjednoczonych, w stanie Wisconsin, w hrabstwie Clark.